# Ильятенко
Ильятенко (исп. Iliatenco) — населённый пункт в муниципалитете Ильятенко Мексики, входит в штат Герреро на юго-западе страны. Население — 1903 человека.